# Michał Zerka
Michał Zerka (ur. 14 maja 1984 r. w Brzegu Dolnym) – polski dziennikarz, youtuber, działacz charytatywny. Twórca cyklu szeroko komentowanych reportaży poświęconych m.in. uzależnieniom i trudnym sytuacjom życiowym. Dzięki jego działalności wielokrotnie udawało się wyprowadzić bohaterów występujących w jego filmach z kryzysu bezdomności.
W 2020 roku założył kanał w serwisie YouTube: „Michał Zerka”, gdzie publikuje historie ludzi, którzy szczerze dzielą się swoimi trudnymi historiami życiowymi. Publikowane przez Zerkę filmy zbierają wielomilionowe wyświetlenia.
Był wokalistą zespołu rockowego Zahir. Jest kompozytorem i autorem tekstów. Był założycielem zespołu EVO (który został zwycięzcą Muzycznej Bitwy Radia Wrocław) oraz współzałożycielem grupy Noff. 

## Filmografia
- 2022: Tomek – Skazany za zabójstwo (emitowany podczas X International Film Festival in Olsztyn)[9]